# المپیک زمستانی ۱۹۶۴
بازی‌های المپیک زمستانی ۱۹۶۴ (به انگلیسی: IX Olympic Winter Games) در شهر اینسبروک در کشور اتریش از ۲۹ ژانویه تا ۹ فوریه ۱۹۶۴ برگزار شد.
در این دوره از بازی‌ها شوروی با ۱۱ طلا، ۸ نقره و ۶ برنز مقام اول این رقابت‌ها را به دست آورد. اتریش با ۴ طلا، ۵ نقره و ۳ برنز مقام دوم را کسب کرد و تیم نروژ با ۳ طلا، ۶ نقره و ۶ برنز به مقام سوم رسید. تیم ایران نیز در این دوره از بازی‌ها با ۴ ورزشکار حضور داشته است.

## انتخاب شهر میزبان
اینسبروک برای اینکه به عنوان میزبان برگزیده شود با شهرهای کلگری در کانادا و لاختی در فنلاند رقابت کرد. در پنجاه و پنجمین جلسه کمیته بین‌المللی المپیک که در ۲۶ مه ۱۹۵۹ در مونیخ، آلمان غربی برگزار شد آرا شمارش شدند و اینسبروک با ۴۸ رای برنده شد.

## خلاصه بازی‌ها
اینسبروک که به‌طور معمول در زمستان شاهد بارش برف فراوانی بود در زمان برگزاری بازی‌ها با خطر کاهش بارش برف روبه‌رو شده بود و به همین دلیل سربازان ارتش اتریش ۲۰۰۰۰ قطعه یخی را از کوهستان‌های اطراف به شهر حمل کردند. ارتش اتریش همچنین ۴۰۰۰۰ متر مکعب برف را از کوهستان‌های اطراف حمل کردند تا پیست‌های اسکی آلپاین آماده شوند. ۲۰۰۰۰ متر مکعب برف نیز به عنوان ذخیره و برای اطمینان به شهر آورده شد. با این وجود تنها چند روز بعد از پایان بازی‌ها برف شدید بارید سراسر شهر را سفیدپوش کرد.

## ورزش‌ها
- ورزش دوگانه
- بابسلد
- هاکی روی یخ
- اسکیت
  -  اسکیت نمایشی
  -  اسکیت سرعت
- لژسواری
- اسکی
  -  اسکی آلپاین
  - اسکی نوردیک
    -  نوردیک ترکیبی
    -  اسکی صحرانوردی
    -  اسکی پرش

## کشورهای شرکت‌کننده
- آرژانتین (۱۲)
- استرالیا (۶)
- اتریش (۸۳) (میزبان)
- بلژیک (۸)
- بلغارستان (۷)
- کانادا (۵۵)
- شیلی (۵)
- چکسلواکی (۴۶)
- دانمارک (۲)
- فنلاند (۵۲)
- فرانسه (۲۴)
- تیم متحد آلمان (۹۶)
- بریتانیای کبیر (۳۶)
- یونان (۳)
- مجارستان (۲۸)
- ایسلند (۵)
- هند (۱)
- ایران (۴)
- ایتالیا (۶۱)
- ژاپن (۴۷)
- کره شمالی (۱۳)
- کره جنوبی (۷)
- لبنان (۴)
- لیختن‌اشتاین (۶)
- مغولستان (۱۳)
- هلند (۶)
- نروژ (۵۸)
- لهستان (۵۱)
- رومانی (۲۷)
- اتحاد شوروی (۶۹)
- اسپانیا (۶)
- سوئد (۵۷)
- سوئیس (۷۲)
- ترکیه (۵)
- ایالات متحده آمریکا (۸۹)
- یوگسلاوی (۳۱)

## جدول مدال‌ها

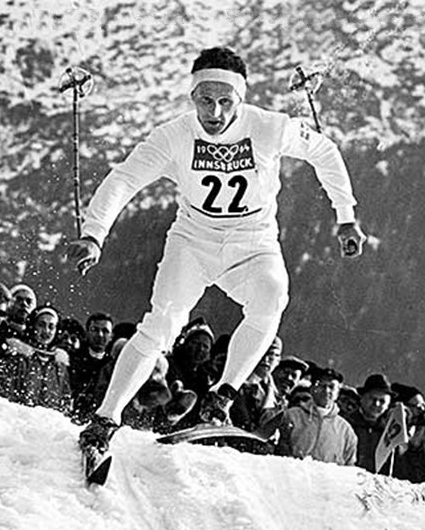
تصویری ازسیکستن یانبرگ ورزشکار سوئدی در المپیک ۱۹۶۴

*   کشور میزبان (اتریش)
| رتبه            | کشور                | طلا | نقره | برنز | مجموع |
| --------------- | ------------------- | --- | ---- | ---- | ----- |
| ۱               | اتحاد شوروی         | ۱۱  | ۸    | ۶    | ۲۵    |
| ۲               | اتریش*              | ۴   | ۵    | ۳    | ۱۲    |
| ۳               | نروژ                | ۳   | ۶    | ۶    | ۱۵    |
| ۴               | فنلاند              | ۳   | ۴    | ۳    | ۱۰    |
| ۵               | فرانسه              | ۳   | ۴    | ۰    | ۷     |
| ۶               | تیم متحد آلمان      | ۳   | ۳    | ۳    | ۹     |
| ۷               | سوئد                | ۳   | ۳    | ۱    | ۷     |
| ۸               | ایالات متحده آمریکا | ۱   | ۲    | ۴    | ۷     |
| ۹               | کانادا              | ۱   | ۱    | ۱    | ۳     |
| ۱۰              | هلند                | ۱   | ۱    | ۰    | ۲     |
| ۱۱              | بریتانیای کبیر      | ۱   | ۰    | ۰    | ۱     |
| ۱۲              | ایتالیا             | ۰   | ۱    | ۳    | ۴     |
| ۱۳              | کره شمالی           | ۰   | ۱    | ۰    | ۱     |
| ۱۴              | چکسلواکی            | ۰   | ۰    | ۱    | ۱     |
| مجموع (۱۴ کشور) | مجموع (۱۴ کشور)     | ۳۴  | ۳۹   | ۳۱   | ۱۰۴   |